# Robbinston
Robbinston es un pueblo ubicado en el condado de Washington en el estado estadounidense de Maine. En el Censo de 2010 tenía una población de 574 habitantes y una densidad poblacional de 6,57 personas por km².

## Geografía
Robbinston se encuentra ubicado en las coordenadas 45°4′3″N 67°9′8″O / 45.06750, -67.15222. Según la Oficina del Censo de los Estados Unidos, Robbinston tiene una superficie total de 87.36 km², de la cual 73 km² corresponden a tierra firme y (16.44%) 14.36 km² es agua.

## Demografía
Según el censo de 2010, había 574 personas residiendo en Robbinston. La densidad de población era de 6,57 hab./km². De los 574 habitantes, Robbinston estaba compuesto por el 95.99% blancos, el 0.17% eran afroamericanos, el 2.26% eran amerindios, el 0.17% eran asiáticos, el 0% eran isleños del Pacífico, el 0% eran de otras razas y el 1.39% pertenecían a dos o más razas. Del total de la población el 0.35% eran hispanos o latinos de cualquier raza.